# Gustav Paumgartner
Gustav Paumgartner (* 23. November 1933 in Neumarkt in Steiermark; † 23. September 2023) war ein österreichischer Gastroenterologe.

## Leben
Nach dem Studium der Medizin an den Universitäten von Princeton, Graz und Wien wurde Gustav Paumgartner 1960 promoviert. Anschließend war er zwei Jahre am Pharmakologischen Institut der Universität Wien tätig, danach Assistenzarzt an der II. Medizinischen Universitätsklinik Wien; diese Tätigkeit unterbrach er 1965–1966 für einen Aufenthalt in den Vereinigten Staaten als Fellow in Medicine des New Jersey College of Medicine, wo er auch am Jersey City Medical Center praktizierte.
Von Wien wechselte er in die Schweiz an das Institut für klinische Pharmakologie der Universität Bern. Dort habilitierte er sich, wurde außerordentlicher Professor und stellvertretender Institutsdirektor.
Von 1979 bis zur Emeritierung 1999 war Gustav Paumgartner ordentlicher Professor für Innere Medizin an der Ludwig-Maximilians-Universität München (LMU). Dort war er auch Direktor der Medizinischen Klinik II am Klinikum Großhadern. Der LMU diente er auch nach der Emeritierung bis 2010 als Leiter der Ethikkommission der Medizinischen Fakultät. 2013 ernannte die Medizinische Universität Wien ihn zum Gastprofessor an der Klinischen Abteilung für Gastroenterologie und Hepatologie der Universitätsklinik für Innere Medizin III.

## Schaffen
Ein Schwerpunkt von Gustav Paumgartners Forschungsarbeit war das Gebiet der Gallensekretion, des Gallensäurenstoffwechsels und der Cholestase. Er erforschte den Mechanismus der Aufnahme von Gallensäuren in die Leber und beschrieb die Wirkungsweise der Ursodesoxycholsäure zur Therapie chronisch cholestatischer Erkrankungen der Leber. Ein weiterer Schwerpunkt seiner Arbeiten betraf die Entstehung und Behandlung von Gallensteinen. Paumgartner führte die extrakorporale Stoßwellenlithotripsie in die Therapie ein und verband sie mit Litholyse durch Ursodesoxycholsäure. Zudem arbeitete Paumgartner auf dem Gebiet der portalen Hypertension bei Leberzirrhose und der Behandlung von Ösophagusvarizenblutungen.

## Ehrungen, Auszeichnungen und Mitgliedschaften
1992 war Gustav Paumgartner Vorsitzender der 47. Tagung der Deutschen Gesellschaft für Gastroenterologie, Verdauungs- und Stoffwechselkrankheiten (DGVS). 2003 wurde ihm das Österreichische Ehrenkreuz für Wissenschaft und Kunst verliehen. Im April 2017 zeichnete ihn die European Association for the Study of the Liver (EASL) für sein Lebenswerk in der Erforschung von Lebererkrankungen mit ihrem Award of Recognition aus. Am 10. Oktober 2018 verlieh die Medizinische Universität Graz ihm die Ehrendoktorwürde.

## Veröffentlichungen (Auswahl)
- als Hrsg. mit Gerhard Riecker: Therapie innerer Krankheiten. 8., vollständig überarbeitete und erweiterte Auflage. Springer, Berlin / Heidelberg / New York 1995, ISBN 3-540-58022-0.